# 만쥬

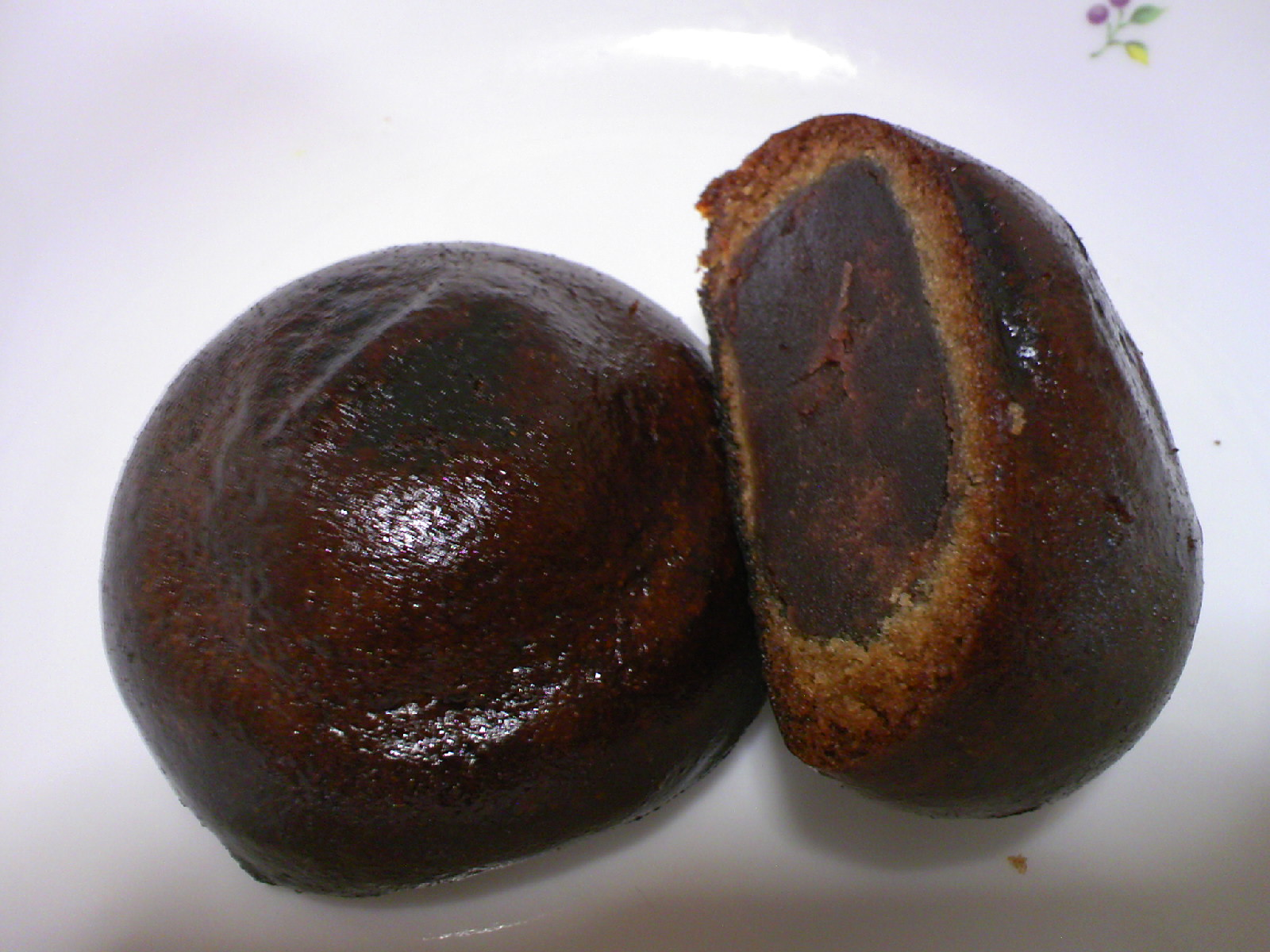
카린토 만주

만쥬(饅頭 만주[*])는 일본의 화과자로, 밀가루, 쌀 등의 반죽에 소를 넣고 찌거나 구워서 만든다. 앙금으로는 고구마, 밤을 주로 쓴다. 퍽퍽한 음식이기 때문에 따뜻한 차와 같이 먹기도 한다. 주로 간식이나 선물용으로 이용한다. 해외여행보다 국내여행이 더 보편적인 일본 특성상 주로 여행 선물용으로도 많이 팔린다.
한국에서는 대중적인 일본식 과자가 밤과자나 센베나 풀빵 정도였으며 일본 대중 식문화가 들어오면서 일본 카레나 돈까쓰, 다코야끼 등과 함께 유입되었다.

## 같이 보기
- 탕위안